# M113FüFu
Der M113 FüFu ist ein gepanzertes Führungs- und Funkfahrzeug der Bundeswehr. Es basiert auf dem Transportpanzer M113A2. Der Hauptunterschied zur Basisversion ist die umfangreiche Ausstattung mit 2 Funkgeräten SEM 80/90 (vorherige Funkgeräte-Version: 2 x SEM 25 + 1 x EM 25 (S3-Funktrupp), bzw. 2 x SEM 25 (S2-Funktrupp) ) für Sprech- und Datenfunk und einem Kartentisch. Äußerlich sind sie an den fehlenden externen Treibstofftanks und der ausfahrbaren Mastantenne an der linken hinteren Seite zu erkennen.
Die FüFus waren bei den Panzergrenadier-, Panzeraufklärungs- und Panzerbataillonen im Einsatz. Zwei Mannschaftstransportwagen, wie die Fahrzeuge auch genannt werden, bilden dabei einen mobilen Gefechtsstand. Von diesem aus koordiniert der Bataillonskommandeur den Einsatz der Kampfkompanien. Die Fahrzeuge erhalten nicht die Nutzungsdauerverlängerung (NDV) 1 oder 2 und werden nach und nach ausgemustert. Als Ersatz dient der kampfwertgesteigerte M113 G3 GE (Gefechtsstandpanzer) mit NDV 2.